# Pagyda tenuivittalis
Pagyda tenuivittalis là một loài bướm đêm trong họ Crambidae.